# Цам

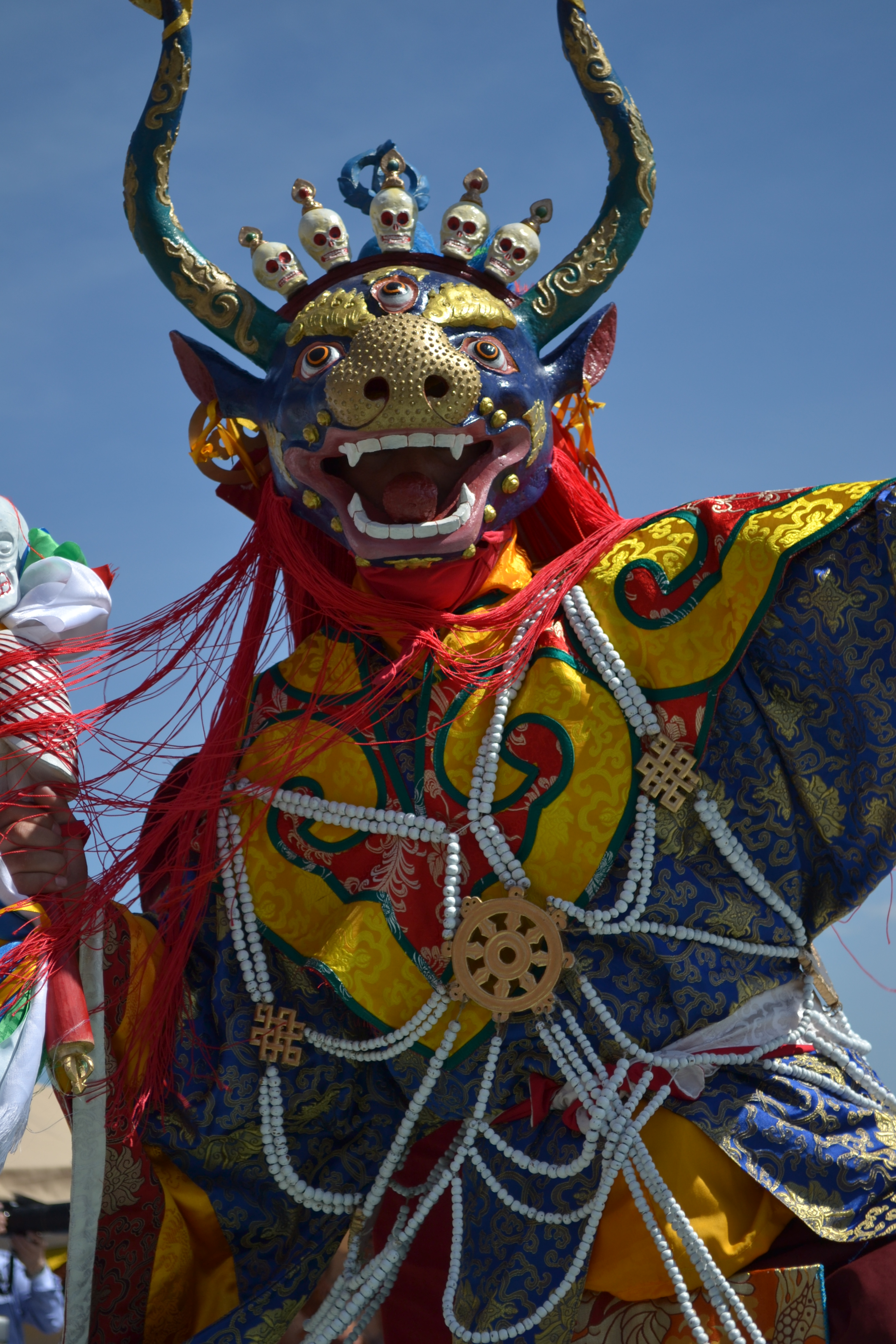
Мистерия Цам в городе Улан-Удэ, Россия

Цам (монг. Цам; тиб. འཆམ་ (Чам); бур. Сам) — торжественное религиозное служение в форме танца, совершаемое на открытом воздухе в буддийских монастырях (дацанах) России (Бурятия, Калмыкия, Тува), Монголии, Бутана, Непала и Тибета.
Данная мистерия является характерной для тибетского буддизма. В других направлениях буддизма подобные мистерии отсутствуют. Предположительно мистерия цам имеет корни в тибетской религии Бон. В Монголии и Забайкалье Цам стал одной из основных религиозных мистерий.
Цель его — показать присутствие божества на земле и отдалить злых духов (шимнусов) от последователей Будды.
Обряд состоит из танцевальной пантомимы, исполняемой ламами, которые маскируются докшитами (хранителями), то есть надевают маски из папье-маше, изображающие того или другого докшита, и вместе с шанаками (ламами-созерцателями), выступающими без масок, но в соответствующем одеянии, совершают по намеченному кругу религиозный танец, жестикулируя руками.
Цам проводится во дворе дацана. В течение нескольких недель перед исполнением мистерии в монастырях идут специальные службы, проводятся приготовления к церемонии.

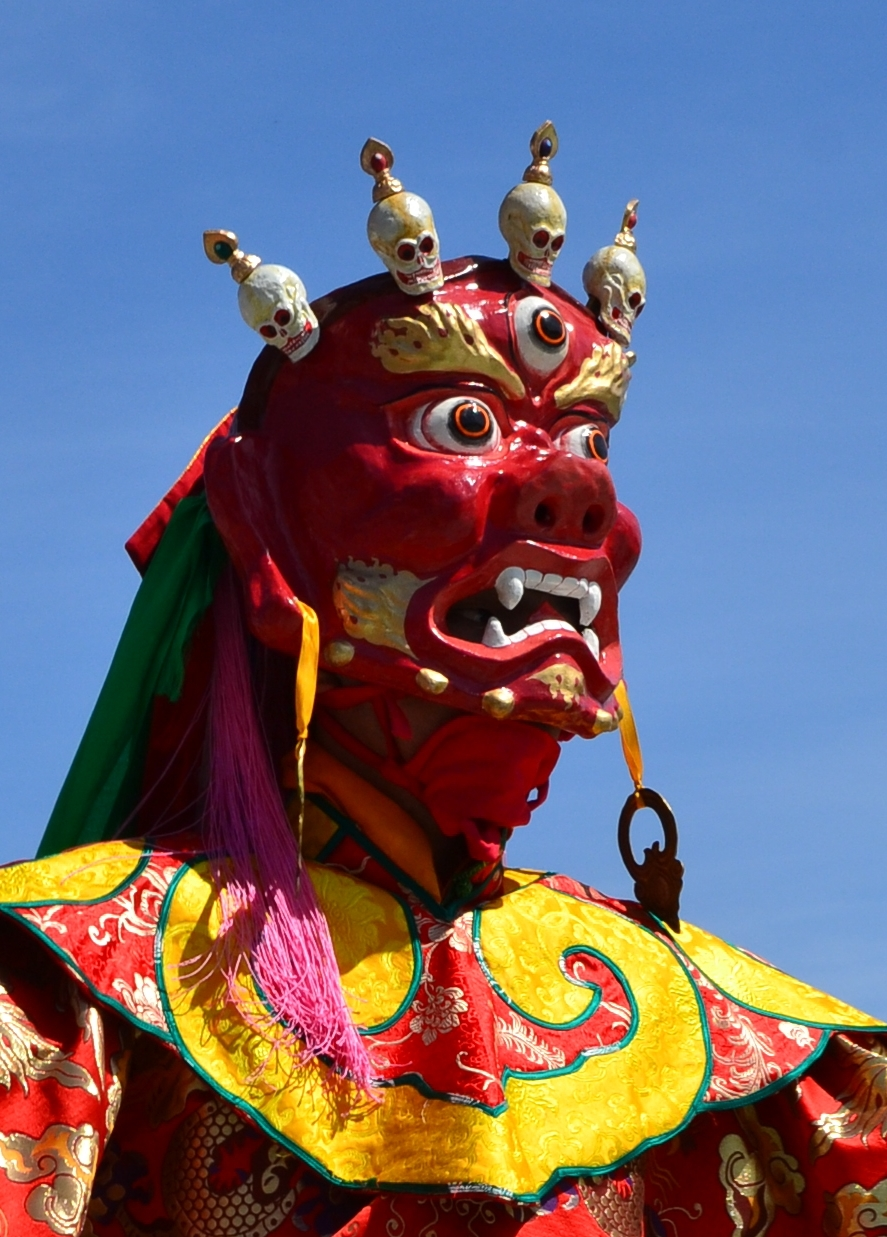
Мистерия Цам (Республика Бурятия, Россия)

## История
По легенде в VIII веке в Тибете начал распространяться буддизм. Для нейтрализации злых духов монах Бадамджунай (Падмасамбхава) из монастыря Самье провел обряд с использованием ритуального танца. Вторым легендарным моментом истории Цам является убийство монахом жестокого царя Ландарма в 842 году. В XVI веке в память о тираноубийстве в монастыре Ташилунпо начали проводить мистериальные действия. В XVIII веке Цам проникает в Монголию (монастырь Эрдэни-Дзу).

## Время Цама
- Цаган Сар
- Майдари-хурал[2]
- День рождения Цзонхавы.

## Типы Цама
- разговорный — с диалогами и импровизациями, актёры-ламы разговаривают со зрителями;
- пантомима — с участием от 4—5 до 108 человек;
- посвящённый какому-либо персонажу или событию буддистской истории и мифологии. Исполняется только посвящёнными монахами, незначительные роли доверяются монастырским послушникам.
- Дуйнхор-цам или цам Калачакры изображает ожившую мандалу. Танцоры перемещаются по кругу в разноцветных одеяниях и поют мантры.

## Функции Цама
- средство, ведущее к просветлению[5];
- способ умиротворения и нейтрализации злых духов[5]
- подготовка человека к смерти, переходу в состояние бардо[6].

## Реквизиты, музыкальные инструменты и маски
Маски делаются из дерева или, чаще, из папье-маше. Костюмы (халаты) — из парчи или шёлка. Поверх костюма надевается воротник, а на него бусы с изображением колеса Дхармы. Танцоры также могут держать в руках мечи или булавы-ваджра, символизирующие молнию.
В качестве музыкальных инструментов используются длинные медные трубы-дунгчен (ухэр-бурээ), медные тарелки дэншик, колокольчики (хэнгэрэг), барабаны-дамару и ганлинг, изготавливаемый из кости человека.

## Цветовая символика
- Синий — восток.
- Белый — север (Белый Старец).
- Красный — юг (Джамсаран).
- Жёлтый — запад (также буддизм, понимаемого как желтая вера).

## Сюжеты танцев
Главные сцены мистерии:

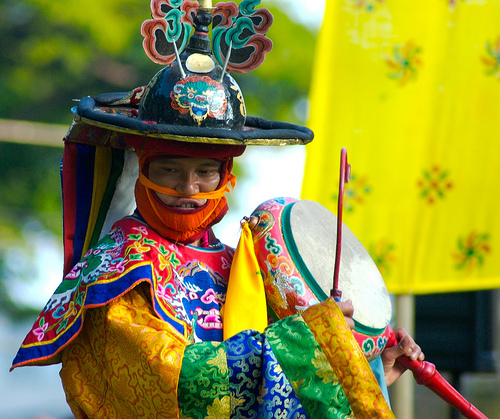
Участник танца черных шапок, США)

- танец с мечами в исполнении мирян;
- танец чёрных шапок (шанаги) с участием 13, 17, 21 или 23 танцоров;Одним из популярных сюжетов является история попытки тибетского царя Ландармы уничтожить буддизм в Тибете, однако его убил стрелой во время танца монах в чёрном плаще и чёрной шляпе (отсюда «танец черных шапок») Палдже Дордже[6]
- танец с барабанами;
- танец читипати (shin yong)[7] — «хранителей кладбищ»;
- танец зверей: птица, олень, як, лев;
- танец стражей сторон света, в котором участвуют 4 или 8 человек.

Заканчивается Цам умерщвлением линга. Его рисуют на бумаге, или делают фигуру из теста. Бумажное изображение сжигают, а фигуру из теста рассекают на 7, 9 или 13 частей. Линг — олицетворение Ландармы или его министра Машанги.

## Характер и последовательность танца
Кружение, подскоки, покачивание, паузы в сочетании с жестикуляциями рук в форме мудра. Иногда исполнители демонстрируют танец-борьбу где добавляется элемент топания.
Первыми выходят исполнители в масках животных (як и олень), затем появляются скелеты «хранители кладбищ» (хохимаи). В середине представления происходит комедийное выступление Белого Старца. Завершает действо выход быкоголового Чойжила. В финале происходит сожжение символических грехов и неприятностей.

## Персонажи Цама
- читимати, хохимой или дуртоды — скелеты, сопровождающие бога смерти Ямараджу[5]
- докшиты («защитники веры» из обращенных демонов)[5] (дхармапала)[9].
  - быкоголовый в короне из пяти черепов Чойчжал (Чойджил, Эрлик-Хан, Ямараджа)[5] — главный персонаж Цама. Перед его шествием лили кровь из чаши в форме человеческого черепа[10]
  - черноликий Махакала в короне из 5 черепов c ваджрой в руке[5],
  - красноликий Джамсаран[5],
  - синеликая Лхамо (Дзамунди) со свитой из дакини[5]
- белобородый Белый Старец[5][9] (Цаган Эбуген, Сагаан Убгуна) в белом халате.
- локапалы[9], в том числе светлоликий хранитель севера Кубера[5] (Намсарай)
- Птица Гаруда[9][11]
- Синий трехглазый и рыжеволосый Ваджрапани с булавой-ваджрой